# Alexandre Clerget
Pour les articles homonymes, voir Clerget.
Alexandre Clerget né le 26 septembre 1856 à Saint-Palais (Pyrénées-Atlantiques) et mort le 21 décembre 1931 à Paris est un sculpteur et orfèvre français.

## Biographie
Élève d'Alexandre Falguière et de Jean-Joseph Carriès, Alexandre Clerget expose au Salon des artistes français dès 1886 et y obtient une mention honorable en 1891, une médaille de 3e classe en 1897 et une médaille de 2e classe en 1910. Il reçoit aussi une mention honorable à l'Exposition universelle de 1900 à Paris. Au tournant du siècle, il conçoit ses objets d'art dans une esthétique Art nouveau.
Il meurt le 21 décembre 1931 à son domicile au 10, rue de Perceval dans le 14e arrondissement de Paris et est inhumé dans la même ville au cimetière du Montparnasse (9e division).